# Кисла (Кислинский сельсовет)
Кисла — село в Асекеевском районе Оренбургской области. Административный центр Кислинского сельсовета.

## Топоним
Название получено по речке Кисла.

## География
Село расположено  в северо-западной части области, в пределах Восточно-Европейской равнины, в Заволжско-Предуральской лесостепной провинции, у речки Кисла (впадает в Большую Кислу, правый приток Большого Кинеля.

### Климат
Климат характеризуется как континентальный с морозной зимой и жарким летом. Среднегодовая температура составляет 2,5 °C. Средняя температура воздуха самого тёплого месяца (июля) — 19 — 22 °C (абсолютный максимум — 40 °C); самого холодного (января) — −17 — −14 °C (абсолютный минимум — −45 °C). Среднегодовое количество атмосферных осадков составляет 420 мм. Снежный покров держится в среднем около 150 дней в году.

## Население
| 2010 |
| ---- |
| 267  |

## Инфраструктура
Личное подсобное хозяйство с зоной сельскохозяйственного использования, индивидуальная застройка усадебного типа.
Основа экономики — сельское хозяйство. Фельдшерско-акушерский пункт. Школа общеобразовательная средняя.

## Транспорт
Село доступно автотранспортом.